# Sjteädtjure
Sjteädtjure (äldre stavning Städdjejaure) är en sjö i Arvidsjaurs kommun i Lappland och ingår i Piteälvens huvudavrinningsområde. Sjön har en area på 0,915 kvadratkilometer och ligger 323,1 meter över havet. Sjön avvattnas av vattendraget Städdjejaurbäcken.

## Delavrinningsområde
Sjteädtjure ingår i det delavrinningsområde (729843-169618) som SMHI kallar för Utloppet av Städdjejaure. Medelhöjden är 364 meter över havet och ytan är 10,87 kvadratkilometer. Det finns inga avrinningsområden uppströms utan avrinningsområdet är högsta punkten. Städdjejaurbäcken som avvattnar avrinningsområdet har biflödesordning 3, vilket innebär att vattnet flödar genom totalt 3 vattendrag innan det når havet efter 128 kilometer. Avrinningsområdet består mestadels av skog (65 procent) och sankmarker (24 procent). Avrinningsområdet har 0,97 kvadratkilometer vattenytor vilket ger det en sjöprocent på 8,9 procent.